# Himmelberg Hills
Le Himmelberg Hills (in lingua inglese: Colline Himmelberg) sono un gruppo di colline disposte in linea con prominenti affioramenti rocciosi e una lunghezza di 21 km, situato nella parte sudoccidentale della Saratoga Table, nei Monti Pensacola, in Antartide. Il gruppo collinare comprende anche l'Haskill Nunatak, alto 1.710 m, posto nella parte centrale, oltre a Ray Nunatak e Beiszer Nunatak all'estremità meridionale.
La denominazione è stata assegnata dall'Advisory Committee on Antarctic Names (US-ACAN) in onore di Glen R. Himmelberg, del Dipartimento di Geologia dell'Università del Missouri. Le sue ricerche di laboratorio e le relazioni scientifiche scritte con Arthur B. Ford (1973-91) sulla petrologia dell'Antartide e specificamente sulle intrusioni nel Dufek Massif, nella parte settentrionale dei Monti Pensacola, apportarono un notevole contributo per la comprensione dell'evoluzione di questo importante complesso di rocce magmatiche.